# 大聯大控股
大聯大控股股份有限公司（簡稱：大聯大控股）是一家總部位於臺灣的半導體零組件通路商，2022年營業額達259.7億美金，員工人數約5,000人。大聯大控股是全球領先、亞太區最大的半導體零組件通路商，旗下擁有世平、品佳、詮鼎及友尚，員工人數約5,000人，代理產品供應商超過250家，全球約78個分銷據點。